# Romain Leleu

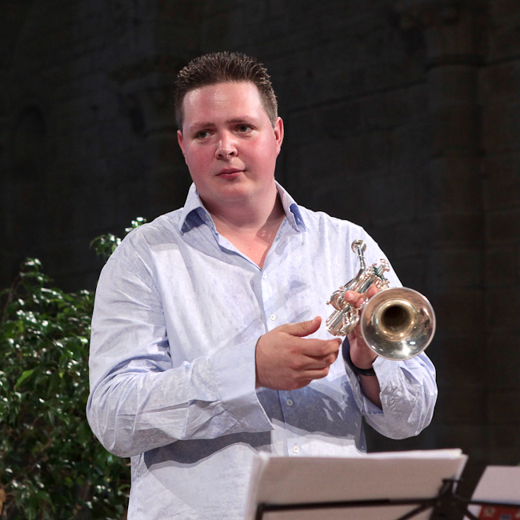
Romain Leleu, 2011

Romain Leleu (* 7. November 1983 in Lille) ist ein französischer Trompeter.

## Biografie und künstlerisches Wirken
Mit 15 Jahren trat Leleu beim Conservatoire National Supérieur de Musique et de Danse de Paris ein. Dort wurde er von Éric Aubier ausgebildet. 2003 erhielt er einen ersten Preis für Trompete und einstimmig ein sehr gut für Kammermusik. Anschließend setzte er seine Ausbildung bei Reinhold Friedrich an der Hochschule für Musik Karlsruhe fort.
Romain Leleus Repertoire reicht von Barockmusik bis zu Neuer Musik. In Frankreich trat er als Solist auf mit dem Orchestre National de Lille, dem Orchestre National de Lorraine, dem Orchestre d’Auvergne, dem Orchestre de Picardie, dem Orchestre symphonique et lyrique de Nancy und dem Ensemble Orchestral de Paris. Er wurde und wird regelmäßig zu Festivals eingeladen, beispielsweise zum Festival de La Roque-d’Anthéron, dem Festival de la Vézère, dem Festival international de musique de Colmar, dem Festival de Radio France et Montpellier Languedoc Roussillon und den Flâneries musicales de Reims. Eine Reihe zeitgenössischer Komponisten hat eigens für ihn Stücke geschrieben. Martin Matalon schrieb für ihn Création de Trame XII pour trompette et orchestre, Philippe Hersant schrieb Création de Folk Tunes pour trompette solo. Karol Beffa komponierte für Romain Leleu Concerto pour trompette et orchestre, Subway für Trompete und Klavier und Buenos Aires für Bläserquintett.
Kammermusikalisch tritt Romain Leleu regelmäßig gemeinsam mit Thierry Escaich, Olivier Vernet, Ghislain Leroy, Laurent Lefèvre, Igor Tchetuev, dem Ensemble Convergences und dem Ensemble Kheops auf. Er unterrichtet regelmäßig in Meisterklassen innerhalb und außerhalb Frankreichs, beispielsweise an der Académie Internationale de Courchevel, der Seoul National University und am Tokyo College of Music.

## Diskographie
- Sur la route (Aparté / Harmonia Mundi): Werke von Béla Bartók, Astor Piazzolla, Peter Tschaikowski, Vincenzo Bellini, Michel Legrand und Nino Rota, mit dem Ensemble Convergences, April 2013 (AP052)
- Trumpet Concertos (Aparté / Harmonia Mundi): Konzerte von Joseph Haydn, Johann Nepomuk Hummel und Johann Baptist Georg Neruda. Baltic Chamber Orchestra, Dirigent Emmanuel Leducq Barôme
- Famous Trumpet Sonatas; Romain Leleu, Julien Le Pape. Werke von Wassili Brandt, Georges Enesco, Gallois Montbrun, Karol Beffa, Thierry Escaich und anderen.
- Slavonic Spirit: Romain Leleu, Julien Le Pape: Werke von Peter Tschaikowski, Oskar Böhme, Alexander Glasunow, Sergej Rachmaninow, Alexander Arutjunjan, Nikolai Rimski-Korsakow und anderen.

## Auszeichnungen
- 2005: Révélation classique der Administration des Droits des Artistes et Musiciens Interprètes (Adami)
- 2005: Laureat des Internationalen Kammermusikfestivals von Lyon
- 2009: Laureat der Fondation Groupe Banque Populaire
- 2009: Bester Instrumentalsolist des Jahres bei den Victoires de la musique classique[3]
- 2009: Métropolitain de l’Année 2009, Preis der Zeitung La Voix du Nord, Kategorie Kultur.
- 2010: Laureat der Fondation SAFRAN pour la Musique
- 2011: Laureat der Stiftung Del Duca an der französischen Académie des Beaux Arts